# Mont-Sainte-Anne
Mont-Sainte-Anne – kanadyjski ośrodek narciarski położony w prowincji Quebec. Administracyjnie jest częścią miejscowości Sainte-Anne-de-Beaupré. Leży 40 km na północny wschód od Québecu, na wysokości od 175 do 800 m n.p.m. Trasy obsługiwane są przez 6 wyrwirączek, wyciągów krzesełkowych i jedną kolejkę gondolową. Znajduje się tutaj 65 tras narciarskich, z czego 23% o łatwym stopniu, 45% o średnim stopniu i 18% o trudniejszym i 14% o bardzo trudnym stopniu trudności.
W 1979 r. odbyły się tutaj pierwsze Mistrzostwa świata juniorów w narciarstwie klasycznym.